# Curtius-Reaktion

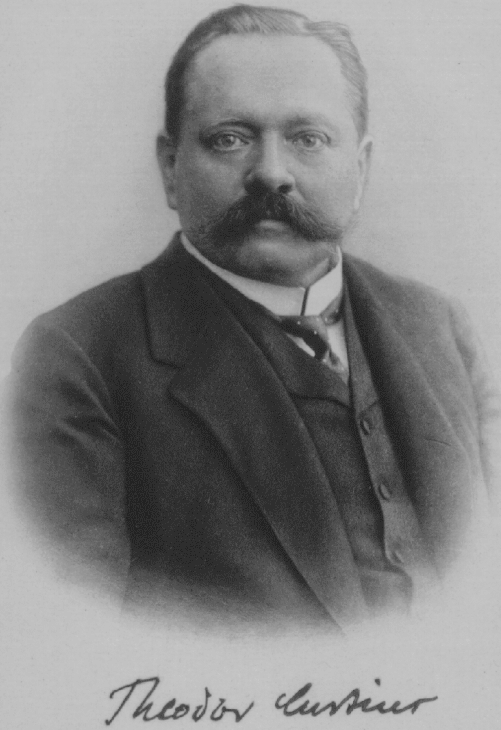
Theodor Curtius (1857–1928)

Die Curtius-Reaktion (auch Curtius-Abbau bzw. Curtius-Umlagerung) ist eine Namensreaktion aus dem Bereich der Organischen Chemie. Sie tritt beim Erhitzen von Carbonsäureaziden R–CO–N3 ein und ist eng verwandt mit dem Lossen-Abbau, dem Hofmann-Amid-Abbau und der Schmidt-Reaktion. Die Reaktion wird vor allem verwendet, um Carbonsäuren zu primären Aminen abzubauen, es können jedoch auch je nach Reaktionsbedingungen Isocyanate, Carbamate oder Harnstoff-Derivate erhalten werden. Die Reaktion ist benannt nach ihrem Entdecker, dem deutschen Chemiker Theodor Curtius (1857–1928).

## Übersicht

### Übersichtsreaktion
Durch die Curtius-Reaktion wird ein Carbonsäureazid, über die Zwischenstufe des Isocyanats, mit Wasser zum primären Amin umgesetzt. Das so dargestellte Amin ist um ein Kohlenstoff-Atom kürzer als das verwendete Carbonsäureazid, daher spricht man auch vom Curtius-Abbau:
Anstelle von Wasser kann die Curtius-Reaktion auch mit anderen Nukleophilen erfolgen. Durch Umsetzung mit einem Alkohol (R2OH) entsteht ein Carbamat, mit einem Amin (R2NH2) ein Derivat des Harnstoffs:
Wird die Curtius-Umlagerung in Anwesenheit von tert-Butanol durchgeführt, werden  Butyloxycarbonyl- (Boc)-geschützte Amine erhalten und in Anwesenheit von Benzylalkohol entsprechend die  Benzyloxycarbonyl- (Cbz)-geschützten Amine.

### Darstellung des Carbonsäureazids
Die für die Curtius-Reaktion als Edukt benötigten Carbonsäureazide werden meist aus Carbonsäuren oder Carbonsäurederivaten (Carbonsäurechloride oder Carbonsäurehydrazide) synthetisiert. Alternativ können Carbonsäureazide durch Umsetzung der Carbonsäure mit Diphenylphosphorylazid oder mit Chlorameisensäureethylester über ein gemischtes Anhydrid erhalten werden.

## Reaktionsmechanismus
Durch Hitzezufuhr lagert sich das Carbonsäureazid 1 in einer konzertierten Reaktion zum Isocyanat 2 um. Dabei wird molekularer Stickstoff freigesetzt. Die häufig als kurzlebige Zwischenprodukte formulierten Nitrene treten wahrscheinlich nicht auf. Bei Durchführung in einem inerten Lösungsmittel bleiben die Isocyanate Endprodukt der Reaktion, während sie in Gegenwart von Wasser zur entsprechenden Carbaminsäure 3 weiterreagieren, die unmittelbar decarboxyliert und als Endprodukt das primäre Amin 4 ergibt.
Die Reaktion des Isocyanats 2 mit Alkoholen oder Aminen erfolgt analog zur Bildung der Carbaminsäure 3. Durch Umsetzung mit tert-Butanol entsteht ein Boc-geschütztes Amin 5: